# 平木塲弘人
平木塲 弘人（ひらこば ひろと）は、日本の外交官。青島総領事や、東北大学大学院法学研究科教授、デンバー総領事を経て、外務省研修所副所長。

## 人物・経歴
1982年東京大学法学部卒業、外務省入省。財団法人交流協会総務部長や、在タンザニア日本国大使館公使等を経て、2010年在上海日本国総領事館首席領事。2011年青島総領事。2014年東北大学公共政策大学院教授。2016年外務省研修所副所長。2017年デンバー総領事。2018年外務省研修所副所長。2020年一般財団法人建設経済研究所総括研究理事。2021年外務省国際情報統括官組織第三国際情報官室国際情報研究官。2021年10月7日死去。叙従四位、瑞宝小綬章受章。

## 同期
- 秋葉剛男（21年国家安全保障局長・18年外務事務次官）
- 伊藤伸彰（16年ウズベキスタン大使）
- 岡浩（21年エジプト大使・19年マレーシア大使・16-17年トルコ大使）
- 斎木尚子（17年外務省研修所長・15年国際法局長）
- 嶋崎郁（20年ヨルダン大使・17年チェコ大使）
- 能化正樹（21年駐スウェーデン大使・18年駐エジプト大使）
- 髙岡望（21年カメルーン大使）
- 髙瀨寧（21年ラトビア大使・17年メキシコ大使・14年中南米局長）
- 林肇（20年英国大使・19年内閣官房副長官補・17年ベルギー大使）
- 引原毅（19年ウィーン代表部大使・15年ラオス大使）
- 藤村和広（22年フィンランド大使・18年キューバ大使）
- 星山隆（22年ボツワナ大使）
- 柳秀直（20年ドイツ大使・17年ヨルダン大使）
- 新井辰夫（18年セネガル大使・15年ジブチ大使）
- 岩藤俊幸（17年ジンバブエ大使）
- 倉光秀彰（21年モロッコ大使・18年コートジボワール大使）
- 中山泰則（20年ギリシャ大使）
- 山田淳（2021年カザフスタン大使・2018年アルメニア大使）
- 山本条太（21年オマーン大使・19年関西担当大使・16年フィンランド大使）
- 松田邦紀（2021年ウクライナ大使・2018年パキスタン大使）